# Macula (calciatore)
Marco Aurélio dos Santos, conosciuto semplicemente come Macula (Rio de Janeiro, 20 maggio 1968), è un ex calciatore brasiliano, di ruolo centrocampista.

## Biografia
Suo padre, Hélio dos Santos, morto prematuramente nel 1973, fu anch'egli calciatore. Durante la sua militanza nel Palmeiras, diventa intimo amico di Edmundo.
Lasciato il calcio giocato diviene agente immobiliare a Nova Iguaçu, rimanendo comunque legato al mondo del calcio sovraintendendo una scuola calcio. Ha collaborato con l'ex calciatore Bebeto, datosi alla politica dopo il ritiro dal mondo del calcio.

## Carriera
Macula si forma nel Bangu, società in cui milita sino al 1989, quando viene ceduto alla Fluminense.
Dopo aver giocato anche nel Vasco da Gama, club con cui giocherà anche nel 1996, Macula tenta l'avventura europea andando a giocare con gli svizzeri del Chiasso, club con cui retrocede in cadetteria al termine della Lega Nazionale A 1992-1993.
Ritornato in patria, dopo aver giocato nella Juventude e nel Remo, nel 1994 viene ingaggiato dal Palmeiras, con cui vive uno dei momenti più alti della sua carriera agonistica: con i Verdão vince infatti il Campionato Paulista 1994 e ben figura nella Coppa Libertadores 1994, in cui gioca due incontri segnando anche una rete contro gli argentini del Vélez Sarsfield, raggiungendo gli ottavi di finali della competizione. In totale ha giocato con il Palmeiras 16 partite, segnando due reti.
Terminata l'esperienza al Palmeiras, Macula torna al Bangu, militandovi, ad eccezione di un breve passaggio al Bahia, sino al 1996, giocando con il club Alvirrubro 183 partite e segnando 24 reti.
Chiuderà la carriera agonistica nel 1999, dopo aver giocato nel Fortaleza, Sampaio Corrêa e XV de Piracicaba.

## Palmarès

### Competizioni statali
- Campionato paulista: 1

Palmeiras: 1994